# Raspanti

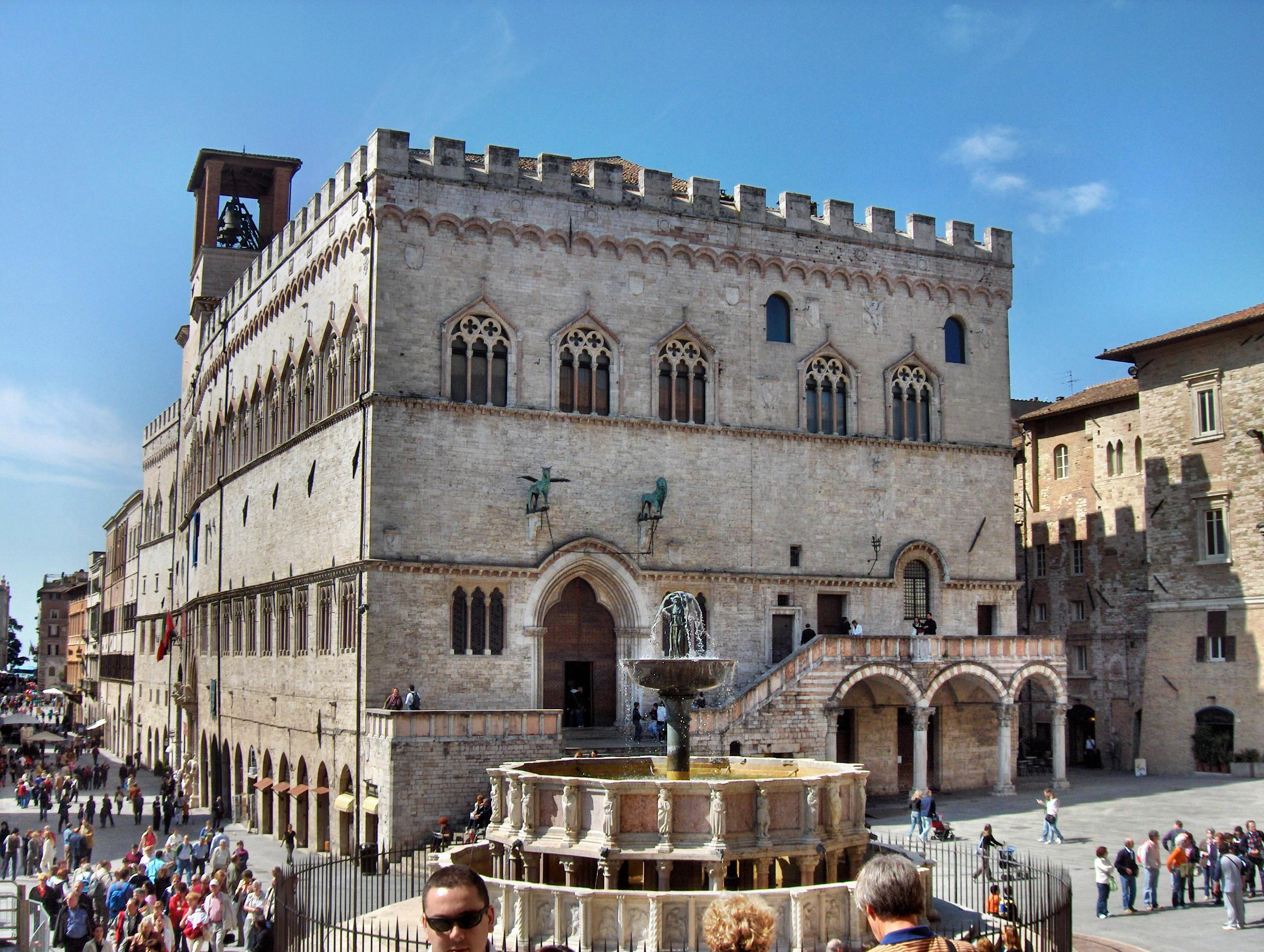
Palazzo dei Priori (Perugia)

Raspanti è la denominazione che nel periodo comunale (1303-1416) indicò le corporazioni della borghesia artigiana al governo della città di Perugia avversata dai Beccherini (denominazione del popolo minuto che sosteneva il ceto nobiliare). Nel significato simbolico delle figurazioni, mentre la fazione popolare dei Raspanti evocava gli artigli del gatto nell'atto di ghermire la preda, il becco dei Beccherini rappresentava la voracità del falco impiegato dal ceto nobiliare nell'esercizio della caccia.

## Il governo artigiano
Nella seconda metà del XIII secolo nella città di Perugia, insieme ad un notevole accrescimento demografico favorito anche dallo spopolamento del contado, si verificò l'affermazione della borghesia mercantile che, organizzata in corporazioni artigianali, riuscì a prevalere nelle magistrature di governo. La nuova classe borghese dei Raspanti escludeva dal potere sia la nobiltà, sia il proletariato il quale, in cerca di aiuto, diventava partigiano della fazione che prometteva maggiore protezione.
Le Arti Maggiori rappresentate da mercanti e cambisti conquistarono il potere del governo cittadino e, nel XV secolo, trovarono sistemazione definitiva nel piano terreno del Palazzo dei Priori (1295-1443), con allestimento delle due splendide sale: l'Udienza della Mercanzia e l'Udienza del Cambio. Seguivano per importanza l'arte dei calzolari, che precedeva le corporazioni di sarti, lanari, tagliapietre, falegnami, fabbri, macellari, tavernieri, panicuocoli e speziali.
Nel 1303 furono eletti dieci "Priori delle Arti" che, superando le prerogative delle tradizionali magistrature (consoli, podestà, e capitano del popolo), furono i veri reggitori del comune. I comuni popolari di Perugia e Firenze, sorti in contrapposizione dei governi aristocratici come quelli di Venezia e Genova, accrebbero sensibilmente la partecipazione popolare alla gestione del governo comunale. I risultati ottenuti in termini di progresso sociale ed economico dal buon governo della città di Perugia cominciarono a suscitare l'interesse dello Stato Pontificio che, nel 1305, fece eleggere nel conclave tenutosi a Perugia papa Clemente V, il pontefice che per primo trasferì la sede pontificia ad Avignone. Perugia con Siena e Firenze sotto l'influenza dello Stato Pontificio divennero le sole repubbliche guelfe nel centro Italia che, nella speranza di mantenere più facilmente libertà ed autonomia, si affidarono al potere politico proveniente dalla lontana sede di Avignone, anziché a quello imperiale propugnato dalla fazione ghibellina.

## L'assedio di Bettona

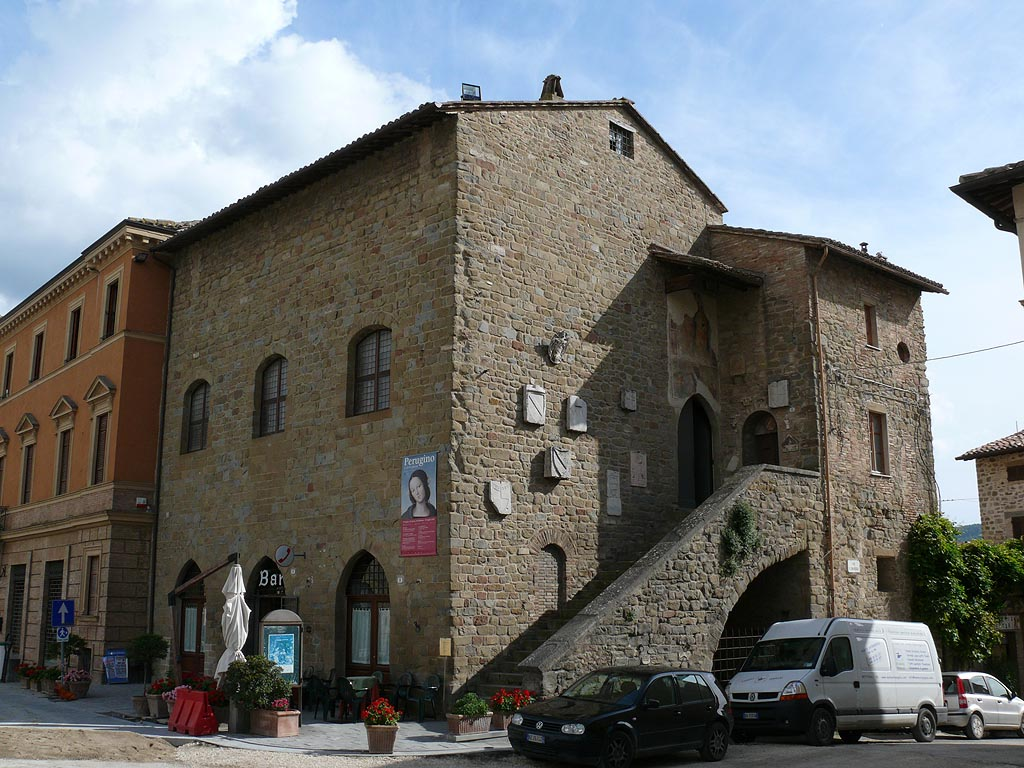
Palazzetto del Podestà (Bettona)

Nel 1352 la città di Perugia dovette resistere alla pressione militare esercitata dai mercenari al soldo dell'arcivescovo ghibellino Giovanni Visconti, signore di Milano, che intendeva colpire il movimento guelfo nei centri più rappresentativi dell'Umbria e della Toscana. Le milizie mercenarie del Visconti con l'appoggio del feroce condottiero aretino Pier Saccone Tarlati e di Bartolomeo Casali, signore di Cortona, invasero il territorio umbro del Chiugi e si accamparono in Pian di Carpine, minacciando Perugia. Il comune, grazie all'appoggio di Firenze, seppe respingere il nemico.
Successivamente Bartolomeo Casali tentò la rivincita e, congiuntosi con le milizie del capitano di ventura Anichino di Bongardo e di Ghisello Ubaldini, forte di duemila soldati stipendiati dal Visconti si portò nei pressi della roccaforte perugina di Bettona e, dopo aver corrotto il podestà Crispolto Crispolti, riuscì ad impadronirsi del castello. I Raspanti per riprendere la fortezza perduta ricorsero agli aiuti provenienti dalle città alleate di Siena e Firenze e circondarono Bettona, sottoponendola ad un lungo assedio. La lunga trattativa dei perugini con i nemici rinchiusi all'interno del castello permise l'ignominiosa fuga del Casali e dell'Ubaldini - travestiti da nemici - e la fuoriuscita delle milizie del Visconti. L'abitato di Bettona venne incendiato dalle milizie perugine che fecero demolire gran parte delle mura etrusche, conducendo a Perugia numerosi prigionieri.
Il 25 febbraio 1353 venne stipulato l'atto di pace tra Perugia e Cortona. Il cortonese Bartolomeo Casali si presentò al cospetto dei priori di Perugia con una corda legata intorno al collo e, inginocchiatosi, si scusò per l'errore commesso nell'occupare Bettona.

## Leggieri d'Andreotto
La pace di Perugia con il Casali venne presto a deteriorarsi. Perugia e Siena si contendevano il territorio cortonese che, posto al confine con la Val di Chiana, costituiva per entrambe una sicura posizione avanzata. La rivalità fra le due città fu la causa di un lungo conflitto che, apertosi nel 1357, si concluse nel 1358 con la vittoria riportata da Perugia nella Battaglia di Torrita. La prima fase del conflitto era stata sfavorevole all'esercito perugino per una grave sconfitta subita dal suo condottiero Leggieri d'Andreotto nel territorio cortonese. La fazione nobiliare ritenne Leggieri responsabile della sconfitta e sobillò una ribellione dei Beccherini. Nel procedimento che si aprì contro Leggieri la nomina ad ambasciatore conferitagli dall'inquisitore fiorentino Geri de' Pazzi, in vista della trattativa di pace con Siena, gli valse la salvezza dalle ire del popolo perugino.

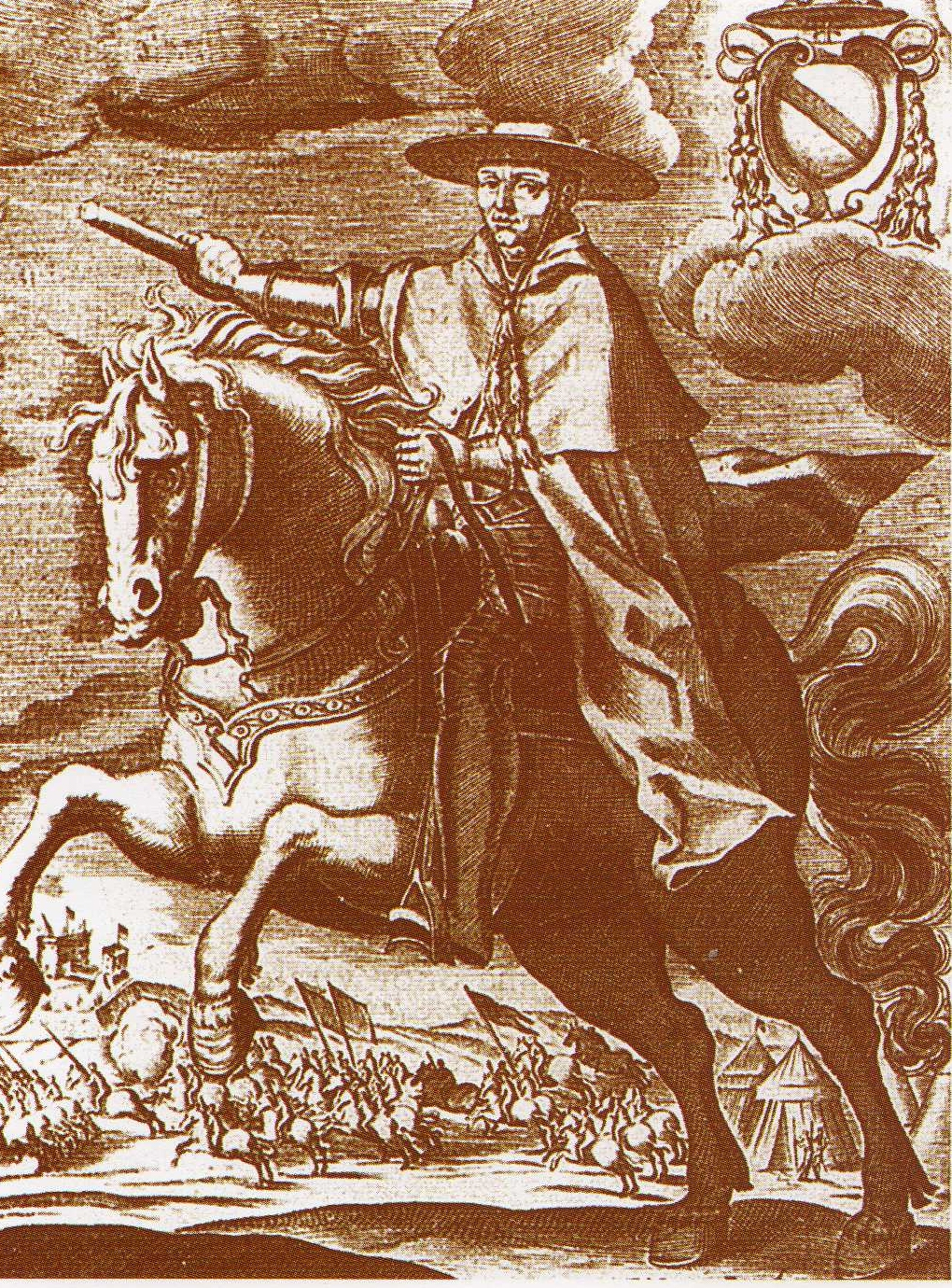
Egidio Albornoz a cavallo in un'incisione del XVII secolo

Durante il conflitto perugino-senese sul territorio umbro al servizio di Clemente VI si trovava come legato pontificio il cardinale Egidio Albornoz. Nonostante avesse sede ad Avignone, il papato non aveva rinunziato alle proprie ambizioni su Perugia. Nei piani dell'Albornoz Perugia avrebbe dovuto rinunciare alla propria autonomia e diventare una delle tante città del Patrimonio di San Pietro. Il legato, mandato dal papa avignonese a recuperare i suoi Stati, adempì scrupolosamente alla difficile missione facendo costruire in tutta l'Umbria imponenti fortezze (tra le più note, la Rocca Albornoziana di Spoleto), che costituivano una seria minaccia per la città di Perugia. Nel governo della città l'Albornoz, intendendo sostituire i Raspanti con il ceto nobiliare, provvide ad allontanare Leggieri d'Andreotto, ostinato oppositore, nominandolo podestà di Viterbo, importante città del Patrimonio. |Non appena Leggieri si accorse dell'inganno ritornò in patria, dove riuscì a respingere l'offensiva dei nobili che, approfittando della sua lontananza, intendevano rovesciare il governo dei Raspanti. Il 19 giugno 1362, però, Leggieri venne ucciso da un macigno lasciato cadere a tradimento da un balcone. Così i Raspanti persero il loro autorevole capo, che con saggezza e persuadente oratoria aveva saputo contrastare le astuzie dell'Albornoz. Leggieri viene mirabilmente descritto da Matteo Villani:
(Matteo Villani, Nova Cronica, )

## Compagnie di ventura nel territorio

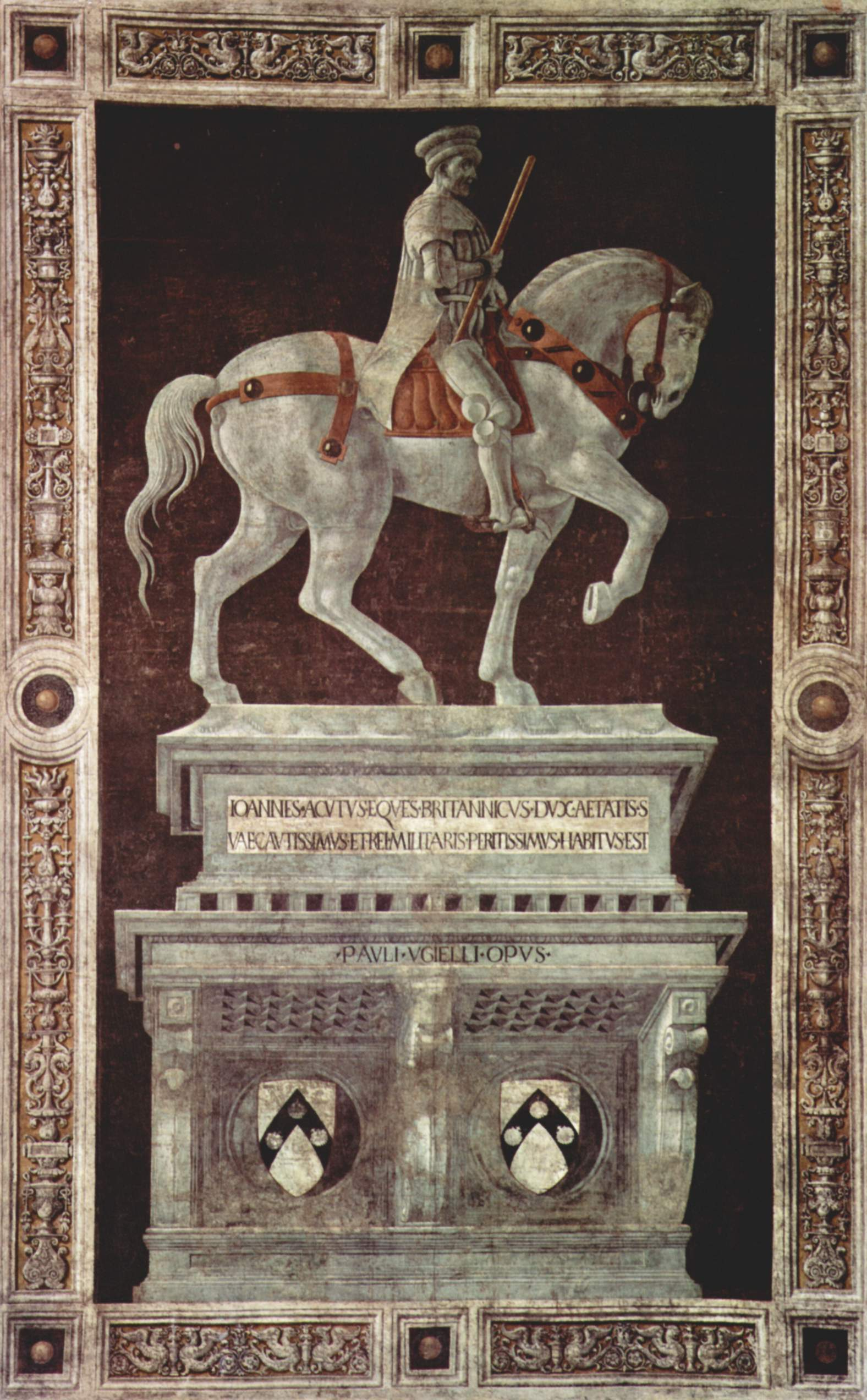
Paolo Uccello, Giovanni Acuto. Firenze, Santa Maria del Fiore

Nella seconda metà del XIV secolo anche l'Umbria, come in precedenza era accaduto nel resto d'Italia, venne attraversata dal flagello della Peste nera, comparsa in Perugia nel 1362.
Verso la fine del 1364, tuttavia, ancor più funesta del morbo che aveva provocato un consistente spopolamento fu la comparsa nel territorio perugino della Compagnia Bianca: masnade di mercenari inglesi, ungheresi e tedeschi provenienti dal territorio toscano e che, dopo aver taglieggiato le ricche autonomie comunali di Firenze e Siena, si erano trasferite nel contado perugino. Sotto il comando di audaci condottieri le masnade formavano compagnie di ventura che prendevano il nome dai colori e dalle insegne mostrate in battaglia. Per fronteggiare le scorrerie della Compagnia Bianca stanziatasi all'interno del castello di San Mariano, il governo dei Raspanti assoldò la Compagnia della Stella, formata da mercenari tedeschi condotti da Anichino di Bongardo. Il Bongardo riuscì sul momento ad allontanare la compagnia avversa dal territorio umbro. Nella primavera del 1367 la Compagnia Bianca, condotta dal celebre capitano Giovanni Acuto, tornò in cerca di rivincita. I perugini, colti di sorpresa, cercarono di difendersi dal feroce nemico reclutando scarse milizie cittadine con il rinforzo di pochi soldati giunti da Siena e dai comuni limitrofi. Nella battaglia campale avvenuta nella piana di Ponte San Giovanni l'Acuto sbaragliò l'esercito perugino che riportò gravi perdite: tra i circa millecinquecento morti perirono il podestà e Bulgaro dei Conti di Marsciano. Dopo la battaglia l'Albornoz, che dalla vicina Foligno aveva seguito con compiacenza l'esito del conflitto sfavorevole ai perugini, mosse la sua cavalleria, tenuta pronta in caso di bisogno a soccorrere l'Acuto, alla conquista di Assisi, Gualdo Tadino e Nocera.

## L'esilio dei Raspanti
Anche dopo la morte dell'Albornoz (Viterbo, 24 agosto 1367) la politica del nuovo pontefice Urbano V continuò a mostrarsi ostile verso il governo dei Raspanti. Nel decennio 1359-1369 Perugia era uscita dalla guerra di Siena duramente provata proprio nel momento in cui essa avrebbe avuto bisogno di tutte le sue forze per far fronte alle compagnie di ventura che minacciavano il territorio e per resistere all'azione di conquista dell'Albornoz.
Esaurite gran parte delle risorse finanziarie prestate dai Visconti, la città umbra iniziò a perdere gran parte dei territori che aveva conquistato in Toscana nella prima metà del XIV secolo; nel giro di pochi anni fu costretta a soccombere all'offensiva dei legati pontifici e riconoscere, con la pace di Bologna (23 novembre 1370), che essa, con il suo territorio e il suo popolo, appartenevano «ad ius et proprietatem» alla Chiesa di Roma e ai sommi pontefici. Così il cardinale di Burgos, "il Burgense" nominato da Gregorio XI legato in Perugia, prima di fare il suo ingresso in città prese dimora a Foligno e, approfittando dell'estrema carestia che obbligava i perugini a comprar frumento nelle terre della Chiesa, usò il grano come arma di ricatto. La promessa di una sostanziosa fornitura di frumento fu la proposta del Burgense fatta propria dal consiglio generale svoltosi nella Chiesa di Sant' Agostino, luogo di riunione dei popolari. Il consiglio, non ascoltando il parere contrario dei priori in carica, accolse la proposta del Burgense e approvò il rientro dei nobili fuoriusciti, che furono acclamati dal popolo dei Beccherini al grido di «Viva il Popolo e muoiano i Raspanti». Il 19 maggio il legato fece il suo ingresso a Perugia fiancheggiato dalla guarnigione che proteggeva il trasporto di some di grano. L'arrivo del burgense provocò una sollevazione popolare che si concluse con saccheggi ed incendi delle case dei più noti esponenti dei Raspanti e con la profanazione del sepolcro di Leggieri d'Andreotto. I Raspanti vennero cacciati dal governo cittadino e banditi da Perugia.

## La cittadella di Porta Sole

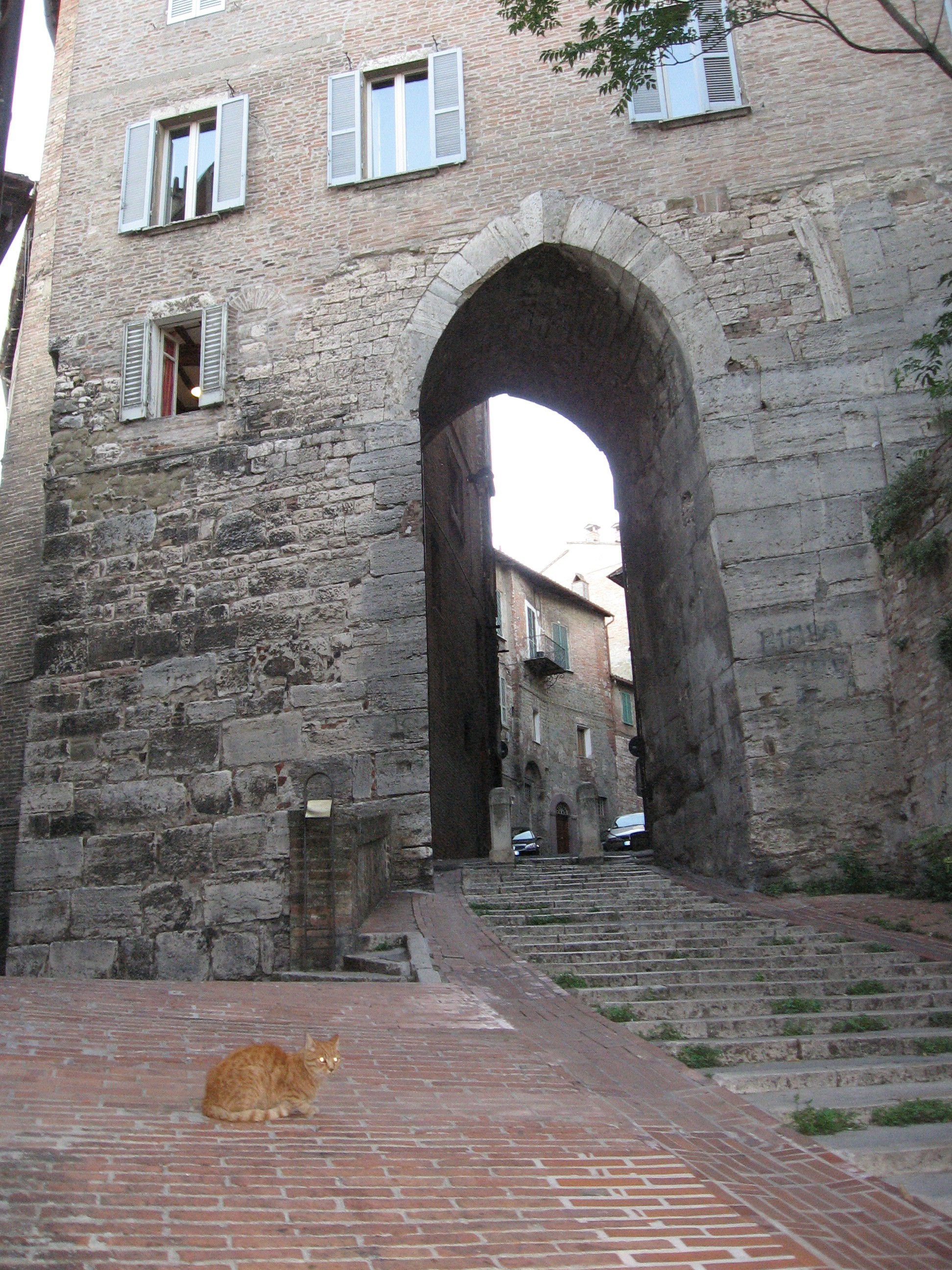
Arco di accesso alla cittadella

Dopo essersi procurato il consenso popolare, il Burgense ritenne opportuno provvedere all'edificazione di due fortezze cittadine: la prima nel borgo di San'Antonio, sopra il monastero di Monteluce; l'altra, la "Cittadella", sopra la collina di Porta Sole. L'imponente fortezza della Cittadella, commissionata all'architetto eugubino Matteo Gattaponi, venne terminata nel 1375 sotto la direzione del legato Gherardo Depuis; con una serie di corridoi sotterranei riusciva a controllare tutte le porte di accesso alla città rendendo sicura l'autorità del legato, ma opprimente e vessatoria la condizione della cittadinanza. Il popolo perugino incominciò a ribellarsi per il peso delle eccessive misure di controllo, che nel reprimere l'autonomia comunale provocavano scontento. Il 6 dicembre 1375, dal rione di Porta Sant'Angelo mosse la rivolta popolare che, dopo aver ostruito le comunicazioni nei corridoi con il legname da costruzione già accatastato, costrinse la guarnigione pontificia a concentrarsi nel centro della fortezza assediata con i "cacciapreti" (macchine d'assedio). |All'interno della rocca trovò rifugio il legato Depuis insieme ad altri rappresentanti del ceto nobiliare. La rivolta si concluse con la mediazione del capitano di ventura Giovanni Acuto che, stipendiato da entrambe le parti in conflitto, permise la fuga del legato con la sua corte.

## Il ritorno dei Raspanti
La rivolta del popolo perugino contro l'autorità pontificia facilitò il ripristino delle istituzioni comunali, che per la prima volta permisero la partecipazione dei nobili al governo cittadino. Su dodici priori eletti, quattro furono di estrazione nobiliare. La presenza dei nobili nella magistratura dei priori consentì il rientro dei furiusciti e segnò l'inizio della prevalenza dei "Gentiluomini" sulla borghesia artigiana. La pressione politica nobiliare esercitata nelle istituzioni riuscì ad eleggere nuove magistrature: i "Cinque dell'Arbitrio" e, successivamente, i "Conservatori della Libertà". Questi ultimi, insieme a due priori, divennero organo di polizia investigativa con il compito di reprimere i disordini, che furono regolarmente imputati ai Raspanti tanto che questi vennero messi al bando dalla città di Perugia dai Conservatori.
All'inizio dell'ultimo decennio del XIV secolo papa Bonifacio IX, trovandosi in difficoltà nella sede pontificia (riportata a Roma dopo la parentesi avignonese), accettò con favore la proposta della magistratura perugina di trasferire la sede pontificia a Perugia, con sottomissione della città al potere della Chiesa. Il 17 ottobre 1392 Bonifacio, accompagnato da un corteo di cardinali, prelati e cavalieri, fece il suo ingresso in città. Nella Perugia diventata sede pontificia il papa fece un tentativo di pacificazione cittadina, stabilendo la spartizione del priorato in parti uguali tra le due fazioni contendenti ed il rientro dei Raspanti. Dopo un lungo esilio, il 1º luglio 1393 circa duemila Raspanti poterono rientrare in città, accolti con grandi festeggiamenti. Anziché pacificazione, però, il rientro dei Raspanti provocò la loro vendetta con un sanguinoso tumulto popolare contro i Gentiluomini, che si concluse con l'uccisione di Pellino e Pandolfo Baglioni e la messa al bando della fazione nobiliare.

## La signoria di Biordo Michelotti
Il trasferimento della sede pontificia suscitò lo scontento nelle autonomie comunali limitrofe, timorose di perdere la propria indipendenza. Assisi, Orvieto, Nocera, Deruta e Todi ricorsero alla protezione dei mercenari del capitano di ventura Biordo Michelotti, paladino dei fuoriusciti Raspanti che ritrovarono in Biordo la personalità di Leggieri d'Andreotto; il loro appoggio militare permise loro il rientro in Perugia. Il 5 agosto 1393 Biordo fece il suo ingresso trionfale a Perugia ed il consiglio generale lo nominò "cavaliere del popolo" perugino e "capitano generale" delle milizie. Una commissione speciale di venticinque cittadini ebbe l'incarico di mettere al bando centocinquanta Gentiluomini, mentre Biordo decise il rientro di quei nobili non ritenuti colpevoli di sedizione. Fra i Gentiluomini esiliati vi fu Braccio da Montone, uno dei più valenti condottieri del tempo, impegnato a non cercare «Niun patto o concordia cum li Raspanti de Peroscia».
Fu proprio contro i nobili fuoriusciti, in particolare contro Braccio da Montone, anima e guida del movimento nobiliare in esilio che, dopo il tumulto del 1393, il governo dei Raspanti impegnò le sue energie. Detenendo di fatto ogni potere, Biordo fu riconosciuto come primo "signore di Perugia" anche se durante la sua breve signoria (1393-1398) lasciò in vita il priorato e tutte le istituzioni comunali esistenti, preoccupandosi solamente di estendere il suo dominio oltre Perugia. Dopo il fastoso matrimonio con Giovanna Orsini Biordo e la sposa presero dimora nel palazzo di Porta Sole, ma il 10 marzo 1398 Biordo cadde vittima di una congiura ordita da Francesco Guidalotti, abate di San Pietro. Nella nuova residenza il Michelotti rimase pugnalato da Giovanni e Annibaldo fratelli, dell'abate di San Pietro.

## La fine dell'istituzione comunale

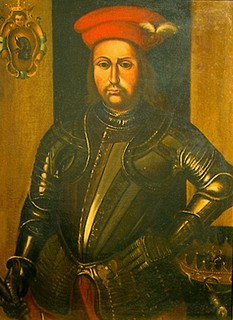
Braccio da Montone

La morte di Biordo chiuse il periodo della libertà comunale della città di Perugia, repressa successivamente dalle aspirazioni del nascente Stato regionale del Ducato di Milano, dalle trame dello Stato Pontificio ed infine dalla signoria di Braccio da Montone. Il duca di Milano Gian Galeazzo Visconti diventerà signore di Perugia nel 1400, ma il progetto di creare un grande Stato unitario centro-settentrionale svanirà con la sua morte nel 1402, quando i Raspanti offrirono a papa Bonifacio IX il governo della città; tale dominazione durò fino al 1408, anno in cui l'esercito di Ladislao I di Napoli invase Perugia, che diventò caposaldo di future azioni belliche in Toscana. Il 12 luglio 1416, nella piana di Sant' Egidio, le truppe dei Raspanti capitanate da Carlo Malatesta, "difensore dei Perugini per Santa Chiesa", e Ceccolino Michelotti, fratello di Biordo, furono sbaragliate dai nobili fuoriusciti guidati da Braccio, in una sanguinosa battaglia campale durata per molte ore che sancì la vittoria della fazione nobiliare ed il definitivo tramonto del governo comunale. In un'assemblea generale tenutasi a Perugia il 18 luglio 1416, priori, camerlenghi e consiglieri delle arti, per il bene supremo della patria, trasferirono i loro poteri al celebre condottiero Braccio da Montone, acclamato "signore di Perugia".

### Atti e cataloghi
- Claudio Regni, Il conte di Montone e Perugia, in Atti del convegno internazionale di studi, Montone, 1990.